# Asplenium helii
Asplenium helii är en svartbräkenväxtart. Asplenium helii ingår i släktet Asplenium och familjen Aspleniaceae.

## Underarter
Arten delas in i följande underarter:
- A. h. alberti-nieschalkii
- A. h. helii
- A. h. lainzii